# 颱風奧菲莉
颱風奧菲莉（英語：Typhoon Ophelia）為1960年太平洋颱風季的熱帶氣旋之一。路徑最長的熱帶氣旋，共行走了約15000公里。

## 氣象歷史
1960年11月21日形成，1960年12月6日轉化為溫帶氣旋，1960年12月10日消散。

## 影響
颱風奧菲莉造成7人死亡。

## 名称退役
颱風的國際名稱「Ophelia」被除名，由「奧娜」(Ora)取代之。